# Маново (гмина)
Маново (пол. Manowo) — сельская гмина (волость) в Польше, входит как административная единица в Кошалинский повет, Западно-Поморское воеводство. Население — 6292 человека (на 2005 год).